# Рудка (права притока Хоролу)
Ру́дка, Голубиха — річка в Україні, в межах Хорольського району Полтавської області. Права притока Хоролу (басейн Дніпра).

## Опис
Довжина річки 11 км. Долина порівняно глибока, вузька, порізана балками. Річище слабозвивисте. Споруджено декілька ставів. 

## Розташування
Рудка бере початок у селі Ванжина Долина. Тече переважно на південний схід (місцями на схід). Впадає до Хоролу біля села Вишняків. 
Річка протікає через місто Хорол зі заходу на схід. 

## Джерело
- Рудка (річки) // За ред. А. В. Кудрицького. Полтавщина : Енцикл. довід.. — К. : УЕ, 1992. — С. 1024. — ISBN 5-88500-033-6. — с. 845

| Річка | Це незавершена стаття про річку. Ви можете допомогти проєкту, виправивши або дописавши її. |